# Aegus platyodon otanii
Aegus platyodon otanii es una subespecie de coleóptero de la familia Lucanidae.

## Distribución geográfica
Habita en las islas Obi (Indonesia).